# Bernardo Romero Lozano (Schauspieler, 1909)
Bernardo Romero Lozano (* 1909 in Buga/Valle del Cauca; † 1971 in Bogotá) war ein kolumbianischer Schauspieler und Regisseur, Rundfunk- und Fernsehpionier.

## Leben
Romero Lozano ging schon sehr jung nach Bogotá, um dort am Konservatorium Klavier zu studieren. Nach der Heirat mit der Schauspielerin Carmen de Lugo brach er die Ausbildung ab, um eine Arbeit zu finden. 1938 ernannte ihn der Präsident Eduardo Santos zum Direktor des Teatro Colón Bogotá.
Mit der Gründung von Radio Nacional de Colombia 1940 entstand um Hernando Vega Escobar eine Gruppe von Autoren, die sich intensiv dem Hörspiel widmeten, und zu der Romero Lozano 1943 stieß. Es entstanden zahlreiche Stücke nach klassischen kolumbianischen und internationalen Werken, auch Stücke junger kolumbianischer Dramatiker.
1946 gründete Romero Lozano an der Universidad Nacional de Colombia die erste experimentelle Theatergruppe. Zur gleichen Zeit arbeitete er als Sprecherzieher für den Politiker Jorge Eliécer Gaitán. Nach der Gründung des kolumbianischen Fernsehens 1954 hatte er die Leitung des ersten Fernsehspiels E1 niño del pantano, in dem seine Frau, sein Sohn Bernardo sowie der Schauspieler Jaime Monsalve auftraten.
Der argentinische Fernsehdirektor Fernando Gómez Agudelo wurde auf ihn aufmerksam, und auf seine Anregung entstand eine argentinisch-kolumbianische Schauspielergruppe (u. a. mit Pedro Martínez, Axel Anderson, Mary Carmen Gordon und Mabel Jaramillo), die in der Folgezeit zahlreiche Fernseh- und Hörspiele realisierte, darunter eine Adaption von Kafkas „Der Prozeß“.
Er leitete – zeitweise gemeinsam mit dem japanischen Stanislawski-Schüler Seki Sano – bis 1958 die Fernsehspielabteilung des kolumbianischen Fernsehens. Danach wirkte er als Assessor und als Schauspieler und Autor und Adaptionen.
1964 nahm er am sechsten Kongress der Federación Internacional de Artistas (FIA) in Mexiko statt, bei dem zu seinen Ehren der Premio Bernardo Romero Lozano kreiert wurde. Als Gründungsmitglied war er eine bestimmende Figur des Círculo Colombiano de Actores (CICA).
1971 wurde er Repräsentant des Präsidenten der Republik Kolumbien im Direktorium des Instituto Colombiano de Cultura (COLCULTURA). Wenige Tage vor seinem Tode wurden unter Regie von Tito Davison die Dreharbeiten zu dem Film María abgeschlossen, an dem er als Schauspieler mitwirkte.
Romero Lozano schrieb das Drama Doña Inés vuelve al convento und den literaturkritischen Essay Lo que nos queda de Víctor Hugo.

## Regiearbeiten für Hörspiel und Fernsehspiel
- Chonta, um 1950
- Los heroes, um 1950
- Estampas de la mistica tierra del Señor, 1952
- Hazaña y romance de don Jose Solis Folch de Cardona, 1952
- La historia del cafe, 1952
- La muerte de un viajante, 1953
- Lazaro No. 2, 1953
- Prometeo Encadenado, 1954
- Tarde, 1954
- Antes del desayuno, 1954
- Edipo Rey, 1954
- El niño del pantano, 1954
- El Proceso, 1954
- Arietta de farsa, 1955
- Donde esta marcada la cruz, 1955
- La sirena varada, 1955
- La inocente, 1955
- Gardenia no se va, 1955
- El fenix y la tortola, 1955
- Su primer cliente, 1955
- Todos los hijos de Dios tienen alas, 1956
- Sin puerto, 1956
- Yo quiero una mujer asi, 1956
- Hasta mañana si Dios quiere, 1956
- La muerte de un viajante, 1956
- Doctor Knock, 1956
- El emperador Jones, 1957
- El lando de seis caballos, 1957
- Un dia en la gloria, 1957
- La torta de cumpleaños, 1958
- Las verdades de Don Juna, 1958
- El rifle, 1958
- Amanecer del exodo, 1959
- El chonta, um 1960
- Seis personajes en busca de autor, um 1960
- Nuestra Natasha, 1963
- Infame mentira, 1963
- La ninfa constante, 1963
- El mercader de Venecia, 1965
- La Maria, 1965
- La casa de Bernarda Alba, 1965
- Hamlet, 1965
- Arsenico y encaje antiguo, 1965
- Doce mujeres del Calvario, 1965
- Otelo, 1965
- Los triturados, 1965
- Macbeth, 1965
- Lo que no fue, 1965
- Romeo y Julieta, 1965
- Topaze, 1965
- A manera de cuento, 1966
- El Apolo de Mersac, 1966
- El melon y doña Endrina, 1966
- La guardia cuidadosa, 1966
- La tercera palabra, 1967
- Espectros, 1967
- Estafa de amor, 1971

## Filmographie als Schauspieler
- El Milagro de sal
- La ninfa constante
- Canción en el alma
- Edipo Rey
- Estampas de la mística tierra del señor
- Hazaña y romance de don José Solís Folch de Cardona
- La sirena varada
- María
- Prometeo encadenado